# Růžový ostrov
Růžový ostrov nebo Insulo de la Rozoj byl krátce existující mikronárod, který vznikl na konci 60. let 20. století na námořní plošině, podobně jako jiný známý mikronárod Sealand. Růžový ostrov ležel v Jaderském moři, vzdálen 11 km od italského města Rimini (Forlì). Oficiálním jazykem ostrova bylo esperanto.

## Historie

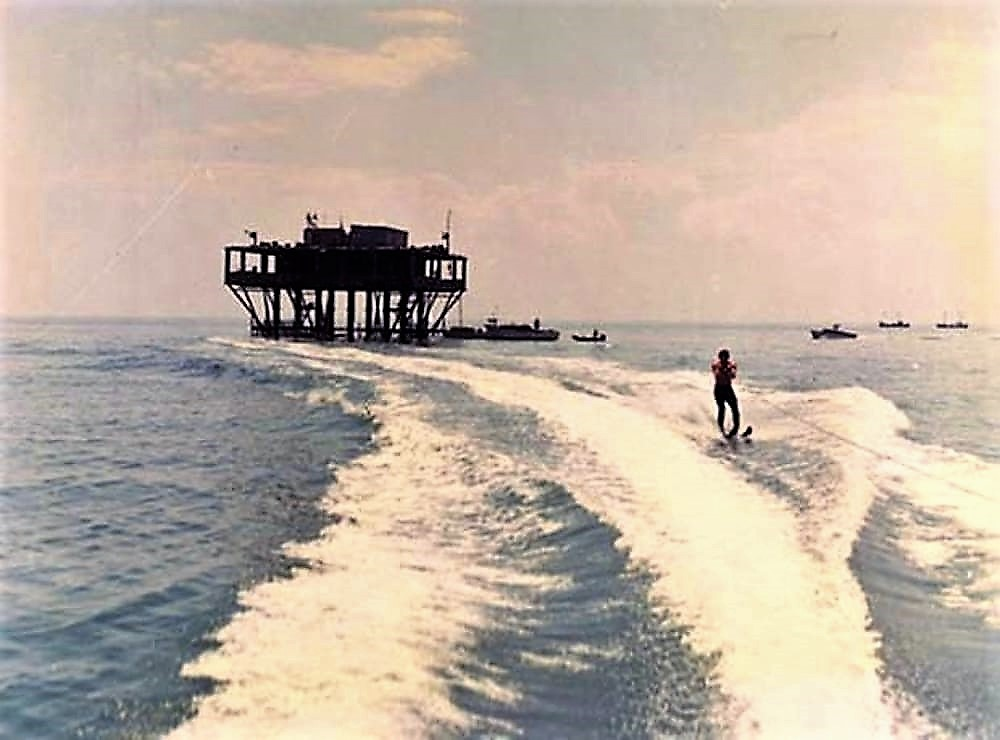
Plošina Insulo de la Rozoj (1968)

Založil jej italský inženýr Giorgio Rosa, který se stal jeho prezidentem a 1. května 1968 prohlásil Růžový ostrov za nezávislý stát. Růžový ostrov měl vlastní vládu, měnu, poštu. Žádná země na světě jej však nikdy formálně neuznala jako svrchovaný stát. Podle italské vlády založil Rosa stát proto, aby získal peníze od turistů a zároveň se vyhnul placení daní v Itálii. 
Růžový ostrov byl obsazen italskými policejními silami 26. června 1968 a nakonec 11. února 1969 zdemolován pomocí dynamitu.
V roce 2020 byl o něm natočen italský film v produkci televize Netflix s názvem Rose Island.